# Pachylioides
Pachylioides é um gênero de mariposa pertencente à família Bombycidae.